# Ленсектомија
Ленсектомија је нова техника одстрањивања замућеног сочива, код истовремено присутног витреретиналног обољења.  Ради се кроз отворе на склери увођењем ултразвучне игле, којом се након фрагментације једра и коре сочива врши аспирација и секција капсуле сочива стрипером. Ова техника је једноставна и атрауматична јер се изводи кроз мали рез на лимбус, који не захтева шивање. Њена предност је што смањује ризик од губитка стакластог тела и своди хируршки изазван астигматизама на минимум. Инструменти који се користе у дизајнирани првенствено за хирургију стакластог тела користе у ленсектомији служе и за уклањање катаракте. 

## Индикације
Приступ ленсектомијом нуди неколико предности у односу на конвенционалне методе у одабраним случајевима. Сматра се да је од посебне вредности у лечењу катаракте која је последица хроничног предњег увеитиса. Такође је добра алтернатива у лечењу трауматске, пресенилне, урођене или јувенилне катаракте. 
Ленсектомија се данас најчешће користи за лечење очних стања и компликација као што су: 
- Задржани фрагменти сочива након операције катаракте

- Дислоцирана ИОЛ након операције катаракте

- Лечење сложених одвајања мрежњаче

- Присуство интраокуларног страног тела

- Тешке рефракционе грешке

- Компликације од претходне операције које угрожавају  вид

- Тешка миопија или хиперопија, која не испуњавате услове за ЛАСИК операцију ока

- Већ је дијагностикована презбиопија

- Жеља пацијента да избегнете ношење наочара

## Контраиндикације
Ленсектомија није погодна техника за уклањање калцификованих сочива или оних са тврдим језгром. 

## Компликације
Могуће компликације укључују:
- оштећење ендотела,
- губитак материје сочива у стакласто тело,
- одвајање мрежњаче,
- инфекцију ока.

- крварење у оку.